# Вежхомінко
Вежхомінко (пол. Wierzchominko) — село в Польщі, у гміні Бендзіно Кошалінського повіту Західнопоморського воєводства.
Населення — 97 осіб (2011).

## Демографія
Демографічна структура станом на 31 березня 2011 року:
|          | Загалом | Допрацездатний вік | Працездатний вік | Постпрацездатний вік |
| -------- | ------- | ------------------ | ---------------- | -------------------- |
| Чоловіки | 53      | 6                  | 41               | 6                    |
| Жінки    | 44      | 11                 | 25               | 8                    |
| Разом    | 97      | 17                 | 66               | 14                   |